# Сферокобальтит
Сферокобальтит — карбонат кобальту з хімічним складом {\displaystyle {\ce {CoCO3}}}. У чистому (рідкісному) вигляді він зазвичай рожево-червоного кольору, але нечисті зразки можуть мати відтінки від рожевого до блідо-коричневого. Кристалізується в тригональній кристалічній системі.

## Відкриття і прояви
Сферокобальтит був вперше описаний у 1877 році для покладів у кобальтових і нікелевих жилах у копальні Санкт-Даніель у районі Шнеєберг, Рудні гори, Саксонія, Німеччина. Назва походить від грецького «sphaira» («сфера») та «кобальт», що стосується його типового кристалічного вигляду та складу. Зустрічається в гідротермальних кобальтовмісних мінеральних родовищах як рідкісна фаза, пов'язана з розелітом, еритритом, аннабергітом і багатим кобальтом кальцитом і доломітом.

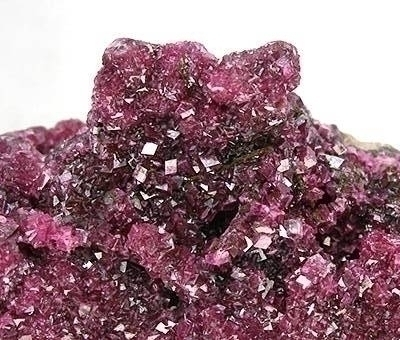
Скупчення кристалів сферокобальтиту з Мідного півмісяця Катанги, Катанга (Шаба), Демократична Республіка Конго (розмір: 11,5 x 6,0 x 4,5 см)